# Cinema da Coreia do Sul
O cinema sul-coreano é o cinema produzido na Coreia do Sul. Aclamado pela crítica nacional e internacional, é considerado um dos que mais têm dado bons frutos nos últimos tempos, resultado de uma Coreia ativa, em ascensão cultural e econômica. Alguns filmes sul coreanos já ganharam vários prêmios na Europa, como Oldboy, de Park Chan-wook, e Casa Vazia, de Ki-duk Kim.
O cinema sul-coreano é diversificado, abrangendo diversos gêneros, desde comédias românticas, passando por superproduções (Yesterday, Tube), filmes de arte (Il Mare), dramas (The Last Advice), suspense (Memórias de um Assassino), guerra (A Irmandade da Guerra) e gangster (Caminhos do Crime).
A Coreia do Sul é um dos únicos países no mundo em que o cinema nacional é mais visto que o cinema norte-americano.
São Produtoras: Cubr Ent.

## História
Com a rendição do Japão em 1945 e a consequente libertação da Coreia, a liberdade tornou-se um tema predominante no cinema local.